# Uroż
Uroż (ukr. Уріж) – wieś na Ukrainie w rejonie drohobyckim należącym do obwodu lwowskiego.
Gniazdo rodziny Uruskich herbu Sas.
W Urożu urodził się Rudolf Apolinary Rupp (1893–1938), pułkownik kawalerii Wojska Polskiego, kawaler Orderu Virtuti Militari.